# モンタナ州選出のアメリカ合衆国上院議員
以下は、モンタナ州選出のアメリカ合衆国上院議員の一覧である。
モンタナ州は、1889年11月8日に連邦に加わった。

## 上院議員一覧
| 第1部 第1部の上院議員は西暦年を6で除算したときの剰余が1と等しい年が任期末である。最近では2006年, 2012年,2018年、2024年に改選されている。次の選挙は2030年を予定している。 | 第1部 第1部の上院議員は西暦年を6で除算したときの剰余が1と等しい年が任期末である。最近では2006年, 2012年,2018年、2024年に改選されている。次の選挙は2030年を予定している。 | 第1部 第1部の上院議員は西暦年を6で除算したときの剰余が1と等しい年が任期末である。最近では2006年, 2012年,2018年、2024年に改選されている。次の選挙は2030年を予定している。 | 第1部 第1部の上院議員は西暦年を6で除算したときの剰余が1と等しい年が任期末である。最近では2006年, 2012年,2018年、2024年に改選されている。次の選挙は2030年を予定している。 | 第1部 第1部の上院議員は西暦年を6で除算したときの剰余が1と等しい年が任期末である。最近では2006年, 2012年,2018年、2024年に改選されている。次の選挙は2030年を予定している。 | 第1部 第1部の上院議員は西暦年を6で除算したときの剰余が1と等しい年が任期末である。最近では2006年, 2012年,2018年、2024年に改選されている。次の選挙は2030年を予定している。 | 議会                                                              | 第2部 第2部の上院議員は西暦年を6で除算したときの剰余が3と等しい年が任期末である。最近では2002年, 2008年, 2014年,2020年に改選されている。 次の選挙は2026年を予定している。 | 第2部 第2部の上院議員は西暦年を6で除算したときの剰余が3と等しい年が任期末である。最近では2002年, 2008年, 2014年,2020年に改選されている。 次の選挙は2026年を予定している。 | 第2部 第2部の上院議員は西暦年を6で除算したときの剰余が3と等しい年が任期末である。最近では2002年, 2008年, 2014年,2020年に改選されている。 次の選挙は2026年を予定している。 | 第2部 第2部の上院議員は西暦年を6で除算したときの剰余が3と等しい年が任期末である。最近では2002年, 2008年, 2014年,2020年に改選されている。 次の選挙は2026年を予定している。 | 第2部 第2部の上院議員は西暦年を6で除算したときの剰余が3と等しい年が任期末である。最近では2002年, 2008年, 2014年,2020年に改選されている。 次の選挙は2026年を予定している。 | 第2部 第2部の上院議員は西暦年を6で除算したときの剰余が3と等しい年が任期末である。最近では2002年, 2008年, 2014年,2020年に改選されている。 次の選挙は2026年を予定している。 |
| # | 氏名 | 所属政党 | 在職期間 | 選挙歴 | 任期 | 議会                                                              | 任期 | 選挙歴 | 在職期間 | 所属政党 | 氏名 | # |
| 空席 | 空席 | 空席 | 1889年11月8日 – 1890年1月1日 | モンタナ州は連邦加盟の2ヶ月後に上院議員を選出 | 1 | 51                                                                | 1 | モンタナ州は連邦加盟の2ヶ月後に上院議員を選出 | 1889年11月8日 – 1890年1月2日 | 空席 | 空席 | 空席 |
| 1 | ウィルバー・F・サンダース | 共和党 | 1890年1月1日 – 1893年3月3日 | 1890年選出 再選に失敗 | 1 | 51                                                                | 1 | 1890年選出 引退 | 1890年1月2日 – 1895年3月3日 | 共和党 | トーマス・C・パワー | 1 |
| 1 | ウィルバー・F・サンダース | 共和党 | 1890年1月1日 – 1893年3月3日 | 1890年選出 再選に失敗 | 1 | 52                                                                | 1 | 1890年選出 引退 | 1890年1月2日 – 1895年3月3日 | 共和党 | トーマス・C・パワー | 1 |
| 空席 | 空席 | 空席 | 1893年3月3日 – 1895年1月16日 | 州議会が選出に失敗 | 2 | 53                                                                | 1 | 1890年選出 引退 | 1890年1月2日 – 1895年3月3日 | 共和党 | トーマス・C・パワー | 1 |
| 2 | リー・マントル | 共和党 | 1895年1月16日 – 1899年3月3日 | 空席を補充するため選出 再指名に失敗 | 2 | 53                                                                | 1 | 1890年選出 引退 | 1890年1月2日 – 1895年3月3日 | 共和党 | トーマス・C・パワー | 1 |
| 2 | リー・マントル | 共和党 | 1895年1月16日 – 1899年3月3日 | 空席を補充するため選出 再指名に失敗 | 2 | 54                                                                | 2 | 1895年1月選出 再選に失敗 | 1895年3月4日 – 1901年3月3日 | 共和党 | トーマス・H・カーター | 2 |
| 2 | リー・マントル | 銀共和党 | 1895年1月16日 – 1899年3月3日 | 空席を補充するため選出 再指名に失敗 | 2 | 55                                                                | 2 | 1895年1月選出 再選に失敗 | 1895年3月4日 – 1901年3月3日 | 共和党 | トーマス・H・カーター | 2 |
| 3 | ウィリアム・A・クラーク | 民主党 | 1899年3月4日 – 1900年5月15日 | 1899年選出 不正選挙の申し立てを避けるため辞職 | 3 | 56                                                                | 2 | 1895年1月選出 再選に失敗 | 1895年3月4日 – 1901年3月3日 | 共和党 | トーマス・H・カーター | 2 |
| 空席 | 空席 | 空席 | 1900年5月15日 – 1901年3月7日 | クラークが自身の辞職による空席を補充するたため任命されたが、議員資格を取得せず                                                                                           | 3 | 56                                                                | 2 | 1895年1月選出 再選に失敗 | 1895年3月4日 – 1901年3月3日 | 共和党 | トーマス・H・カーター | 2 |
| 空席 | 空席 | 空席 | 1900年5月15日 – 1901年3月7日 | クラークが自身の辞職による空席を補充するたため任命されたが、議員資格を取得せず                                                                                           | 3 | 57                                                                | 3 | 1901年選出 引退 | 1901年3月4日 – 1907年3月3日 | 民主党 | ウィリアム・A・クラーク | 3 |
| 4 | パリス・ギブソン | 民主党 | 1901年3月7日 – 1905年3月3日 | クラーク辞職による補欠選挙で選出 引退 | 3 | 57                                                                | 3 | 1901年選出 引退 | 1901年3月4日 – 1907年3月3日 | 民主党 | ウィリアム・A・クラーク | 3 |
| 4 | パリス・ギブソン | 民主党 | 1901年3月7日 – 1905年3月3日 | クラーク辞職による補欠選挙で選出 引退 | 3 | 58                                                                | 3 | 1901年選出 引退 | 1901年3月4日 – 1907年3月3日 | 民主党 | ウィリアム・A・クラーク | 3 |
| 5 | トーマス・H・カーター | 共和党 | 1905年3月4日 – 1911年3月3日 | 1905年1月16日選出 再選に失敗 | 4 | 59                                                                | 3 | 1901年選出 引退 | 1901年3月4日 – 1907年3月3日 | 民主党 | ウィリアム・A・クラーク | 3 |
| 5 | トーマス・H・カーター | 共和党 | 1905年3月4日 – 1911年3月3日 | 1905年1月16日選出 再選に失敗 | 4 | 60                                                                | 4 | 1907年1月16日選出 進歩党の候補として再選に出馬したが敗北 | 1907年3月4日 – 1913年3月3日 | 共和党 | ジョセフ・ディクソン | 4 |
| 5 | トーマス・H・カーター | 共和党 | 1905年3月4日 – 1911年3月3日 | 1905年1月16日選出 再選に失敗 | 4 | 61                                                                | 4 | 1907年1月16日選出 進歩党の候補として再選に出馬したが敗北 | 1907年3月4日 – 1913年3月3日 | 共和党 | ジョセフ・ディクソン | 4 |
| 6 | ヘンリー・L・マイヤーズ | 民主党 | 1911年3月4日 – 1923年3月3日 | 1911年3月２日選出 | 5 | 62                                                                | 4 | 1907年1月16日選出 進歩党の候補として再選に出馬したが敗北 | 1907年3月4日 – 1913年3月3日 | 共和党 | ジョセフ・ディクソン | 4 |
| 6 | ヘンリー・L・マイヤーズ | 民主党 | 1911年3月4日 – 1923年3月3日 | 1911年3月２日選出 | 5 | 63                                                                | 5 | 1913年1月14日選出 | 1913年3月4日 – 1933年3月２日 | 民主党 | トーマス・J・ウォルシュ | 5 |
| 6 | ヘンリー・L・マイヤーズ | 民主党 | 1911年3月4日 – 1923年3月3日 | 1911年3月２日選出 | 5 | 64                                                                | 5 | 1913年1月14日選出 | 1913年3月4日 – 1933年3月２日 | 民主党 | トーマス・J・ウォルシュ | 5 |
| 6 | ヘンリー・L・マイヤーズ | 民主党 | 1911年3月4日 – 1923年3月3日 | 1916年再選 引退 | 6 | 65                                                                | 5 | 1913年1月14日選出 | 1913年3月4日 – 1933年3月２日 | 民主党 | トーマス・J・ウォルシュ | 5 |
| 6 | ヘンリー・L・マイヤーズ | 民主党 | 1911年3月4日 – 1923年3月3日 | 1916年再選 引退 | 6 | 66                                                                | 6 | 1918年再選 | 1913年3月4日 – 1933年3月２日 | 民主党 | トーマス・J・ウォルシュ | 5 |
| 6 | ヘンリー・L・マイヤーズ | 民主党 | 1911年3月4日 – 1923年3月3日 | 1916年再選 引退 | 6 | 67                                                                | 6 | 1918年再選 | 1913年3月4日 – 1933年3月２日 | 民主党 | トーマス・J・ウォルシュ | 5 |
| 7 | バートン・K・ウィーラー | 民主党 | 1923年3月4日 – 1947年1月3日 | 1922年選出 | 7 | 68                                                                | 6 | 1918年再選 | 1913年3月4日 – 1933年3月２日 | 民主党 | トーマス・J・ウォルシュ | 5 |
| 7 | バートン・K・ウィーラー | 民主党 | 1923年3月4日 – 1947年1月3日 | 1922年選出 | 7 | 69                                                                | 7 | 1924年再選 | 1913年3月4日 – 1933年3月２日 | 民主党 | トーマス・J・ウォルシュ | 5 |
| 7 | バートン・K・ウィーラー | 民主党 | 1923年3月4日 – 1947年1月3日 | 1922年選出 | 7 | 70                                                                | 7 | 1924年再選 | 1913年3月4日 – 1933年3月２日 | 民主党 | トーマス・J・ウォルシュ | 5 |
| 7 | バートン・K・ウィーラー | 民主党 | 1923年3月4日 – 1947年1月3日 | 1928年再選 | 8 | 71                                                                | 7 | 1924年再選 | 1913年3月4日 – 1933年3月２日 | 民主党 | トーマス・J・ウォルシュ | 5 |
| 7 | バートン・K・ウィーラー | 民主党 | 1923年3月4日 – 1947年1月3日 | 1928年再選 | 8 | 72                                                                | 8 | 1930年再選 死去 | 1913年3月4日 – 1933年3月２日 | 民主党 | トーマス・J・ウォルシュ | 5 |
| 7 | バートン・K・ウィーラー | 民主党 | 1923年3月4日 – 1947年1月3日 | 1928年再選 | 8 | 72                                                                | 8 | | 1933年3月２日 – 1933年3月13日 | 空席 | 空席 | 空席 |
| 7 | バートン・K・ウィーラー | 民主党 | 1923年3月4日 – 1947年1月3日 | 1928年再選 | 8 | 73                                                                | 8 | | 1933年3月２日 – 1933年3月13日 | 空席 | 空席 | 空席 |
| 7 | バートン・K・ウィーラー | 民主党 | 1923年3月4日 – 1947年1月3日 | 1928年再選 | 8 | ウォルシュ死去による空席を補充するため任命 補欠選挙で再指名に失敗 | 8 | 1933年3月13日 – 1934年11月6日 | 民主党 | ジョン・エリクソン | 6 | |
| 7 | バートン・K・ウィーラー | 民主党 | 1923年3月4日 – 1947年1月3日 | 1928年再選 | 8 | ウォルシュ死去による補欠選挙で選出                                | 8 | 1934年11月7日 – 1961年1月3日 | 民主党 | ジェームズ・E・マリー | 7 | |
| 7 | バートン・K・ウィーラー | 民主党 | 1923年3月4日 – 1947年1月3日 | 1934年再選 | 9 | ウォルシュ死去による補欠選挙で選出                                | 8 | 1934年11月7日 – 1961年1月3日 | 民主党 | ジェームズ・E・マリー | 7 | 74 |
| 7 | バートン・K・ウィーラー | 民主党 | 1923年3月4日 – 1947年1月3日 | 1934年再選 | 9 | 75                                                                | 9 | 1934年11月7日 – 1961年1月3日 | 民主党 | ジェームズ・E・マリー | 7 | 1936年選出 |
| 7 | バートン・K・ウィーラー | 民主党 | 1923年3月4日 – 1947年1月3日 | 1934年再選 | 9 | 76                                                                | 9 | 1934年11月7日 – 1961年1月3日 | 民主党 | ジェームズ・E・マリー | 7 | 1936年選出 |
| 7 | バートン・K・ウィーラー | 民主党 | 1923年3月4日 – 1947年1月3日 | 1940年再選 再指名に失敗 | 10 | 77                                                                | 9 | 1934年11月7日 – 1961年1月3日 | 民主党 | ジェームズ・E・マリー | 7 | 1936年選出 |
| 7 | バートン・K・ウィーラー | 民主党 | 1923年3月4日 – 1947年1月3日 | 1940年再選 再指名に失敗 | 10 | 78                                                                | 10 | 1934年11月7日 – 1961年1月3日 | 民主党 | ジェームズ・E・マリー | 7 | 1942年再選 |
| 7 | バートン・K・ウィーラー | 民主党 | 1923年3月4日 – 1947年1月3日 | 1940年再選 再指名に失敗 | 10 | 79                                                                | 10 | 1934年11月7日 – 1961年1月3日 | 民主党 | ジェームズ・E・マリー | 7 | 1942年再選 |
| 8 | ゼイルズ・エクトン | 共和党 | 1947年1月3日 – 1953年1月3日 | 1946年選出 再選に失敗 | 11 | 80                                                                | 10 | 1934年11月7日 – 1961年1月3日 | 民主党 | ジェームズ・E・マリー | 7 | 1942年再選 |
| 8 | ゼイルズ・エクトン | 共和党 | 1947年1月3日 – 1953年1月3日 | 1946年選出 再選に失敗 | 11 | 81                                                                | 11 | 1934年11月7日 – 1961年1月3日 | 民主党 | ジェームズ・E・マリー | 7 | 1948年再選 |
| 8 | ゼイルズ・エクトン | 共和党 | 1947年1月3日 – 1953年1月3日 | 1946年選出 再選に失敗 | 11 | 82                                                                | 11 | 1934年11月7日 – 1961年1月3日 | 民主党 | ジェームズ・E・マリー | 7 | 1948年再選 |
| 9 | マイク・マンスフィールド | 民主党 | 1953年1月3日 – 1977年1月3日 | 1952年選出 | 12 | 83                                                                | 11 | 1934年11月7日 – 1961年1月3日 | 民主党 | ジェームズ・E・マリー | 7 | 1948年再選 |
| 9 | マイク・マンスフィールド | 民主党 | 1953年1月3日 – 1977年1月3日 | 1952年選出 | 12 | 84                                                                | 12 | 1934年11月7日 – 1961年1月3日 | 民主党 | ジェームズ・E・マリー | 7 | 1954年再選 引退 |
| 9 | マイク・マンスフィールド | 民主党 | 1953年1月3日 – 1977年1月3日 | 1952年選出 | 12 | 85                                                                | 12 | 1934年11月7日 – 1961年1月3日 | 民主党 | ジェームズ・E・マリー | 7 | 1954年再選 引退 |
| 9 | マイク・マンスフィールド | 民主党 | 1953年1月3日 – 1977年1月3日 | 1958年再選 | 13 | 86                                                                | 12 | 1934年11月7日 – 1961年1月3日 | 民主党 | ジェームズ・E・マリー | 7 | 1954年再選 引退 |
| 9 | マイク・マンスフィールド | 民主党 | 1953年1月3日 – 1977年1月3日 | 1958年再選 | 13 | 87                                                                | 13 | 1960年選出 | 1961年1月3日 – 1978年1月12日 | 民主党 | リー・メトカーフ | 8 |
| 9 | マイク・マンスフィールド | 民主党 | 1953年1月3日 – 1977年1月3日 | 1958年再選 | 13 | 88                                                                | 13 | 1960年選出 | 1961年1月3日 – 1978年1月12日 | 民主党 | リー・メトカーフ | 8 |
| 9 | マイク・マンスフィールド | 民主党 | 1953年1月3日 – 1977年1月3日 | 1964年再選 | 14 | 89                                                                | 13 | 1960年選出 | 1961年1月3日 – 1978年1月12日 | 民主党 | リー・メトカーフ | 8 |
| 9 | マイク・マンスフィールド | 民主党 | 1953年1月3日 – 1977年1月3日 | 1964年再選 | 14 | 90                                                                | 14 | 1966年再選 | 1961年1月3日 – 1978年1月12日 | 民主党 | リー・メトカーフ | 8 |
| 9 | マイク・マンスフィールド | 民主党 | 1953年1月3日 – 1977年1月3日 | 1964年再選 | 14 | 91                                                                | 14 | 1966年再選 | 1961年1月3日 – 1978年1月12日 | 民主党 | リー・メトカーフ | 8 |
| 9 | マイク・マンスフィールド | 民主党 | 1953年1月3日 – 1977年1月3日 | 1970年再選 引退 | 15 | 92                                                                | 14 | 1966年再選 | 1961年1月3日 – 1978年1月12日 | 民主党 | リー・メトカーフ | 8 |
| 9 | マイク・マンスフィールド | 民主党 | 1953年1月3日 – 1977年1月3日 | 1970年再選 引退 | 15 | 93                                                                | 15 | 1972年再選 死去 | 1961年1月3日 – 1978年1月12日 | 民主党 | リー・メトカーフ | 8 |
| 9 | マイク・マンスフィールド | 民主党 | 1953年1月3日 – 1977年1月3日 | 1970年再選 引退 | 15 | 94                                                                | 15 | 1972年再選 死去 | 1961年1月3日 – 1978年1月12日 | 民主党 | リー・メトカーフ | 8 |
| 10 | ジョン・メルチャー | 民主党 | 1977年1月3日 – 1989年1月3日 | 1976年選出 | 16 | 95                                                                | 15 | 1972年再選 死去 | 1961年1月3日 – 1978年1月12日 | 民主党 | リー・メトカーフ | 8 |
| 10 | ジョン・メルチャー | 民主党 | 1977年1月3日 – 1989年1月3日 | 1976年選出 | 16 | 95                                                                | 15 | | 1978年1月12日 – 1978年1月22日 | 空席 | 空席 | 空席 |
| 10 | ジョン・メルチャー | 民主党 | 1977年1月3日 – 1989年1月3日 | 1976年選出 | 16 | 95                                                                | 15 | メトカーフ死去による空席を補充するため任命 再指名に失敗 後継に早期に議席を譲るため辞職                                                                                    | 1978年1月22日 – 1978年12月12日 | 民主党 | ポール・G・ハットフィールド | 9 |
| 10 | ジョン・メルチャー | 民主党 | 1977年1月3日 – 1989年1月3日 | 1976年選出 | 16 | 95                                                                | 15 | | 1978年12月12日 – 1978年12月15日 | 空席 | 空席 | 空席 |
| 10 | ジョン・メルチャー | 民主党 | 1977年1月3日 – 1989年1月3日 | 1976年選出 | 16 | 95                                                                | 15 | ハットフィールド辞職による空席を補充するため任命。任命時、次の任期に選出済。                                                                                              | 1978年12月15日 – 2014年2月6日 | 民主党 | マックス・ボーカス | 10 |
| 10 | ジョン・メルチャー | 民主党 | 1977年1月3日 – 1989年1月3日 | 1976年選出 | 16 | 96                                                                | 16 | 1978年選出 | 1978年12月15日 – 2014年2月6日 | 民主党 | マックス・ボーカス | 10 |
| 10 | ジョン・メルチャー | 民主党 | 1977年1月3日 – 1989年1月3日 | 1976年選出 | 16 | 97                                                                | 16 | 1978年選出 | 1978年12月15日 – 2014年2月6日 | 民主党 | マックス・ボーカス | 10 |
| 10 | ジョン・メルチャー | 民主党 | 1977年1月3日 – 1989年1月3日 | 1982年再選 再選に失敗 | 17 | 98                                                                | 16 | 1978年選出 | 1978年12月15日 – 2014年2月6日 | 民主党 | マックス・ボーカス | 10 |
| 10 | ジョン・メルチャー | 民主党 | 1977年1月3日 – 1989年1月3日 | 1982年再選 再選に失敗 | 17 | 99                                                                | 17 | 1984年再選 | 1978年12月15日 – 2014年2月6日 | 民主党 | マックス・ボーカス | 10 |
| 10 | ジョン・メルチャー | 民主党 | 1977年1月3日 – 1989年1月3日 | 1982年再選 再選に失敗 | 17 | 100                                                               | 17 | 1984年再選 | 1978年12月15日 – 2014年2月6日 | 民主党 | マックス・ボーカス | 10 |
| 11 | コンラッド・バーンズ | 共和党 | 1989年1月3日 – 2007年1月3日 | 1988年選出 | 18 | 101                                                               | 17 | 1984年再選 | 1978年12月15日 – 2014年2月6日 | 民主党 | マックス・ボーカス | 10 |
| 11 | コンラッド・バーンズ | 共和党 | 1989年1月3日 – 2007年1月3日 | 1988年選出 | 18 | 102                                                               | 18 | 1990年再選 | 1978年12月15日 – 2014年2月6日 | 民主党 | マックス・ボーカス | 10 |
| 11 | コンラッド・バーンズ | 共和党 | 1989年1月3日 – 2007年1月3日 | 1988年選出 | 18 | 103                                                               | 18 | 1990年再選 | 1978年12月15日 – 2014年2月6日 | 民主党 | マックス・ボーカス | 10 |
| 11 | コンラッド・バーンズ | 共和党 | 1989年1月3日 – 2007年1月3日 | 1994年再選 | 19 | 104                                                               | 18 | 1990年再選 | 1978年12月15日 – 2014年2月6日 | 民主党 | マックス・ボーカス | 10 |
| 11 | コンラッド・バーンズ | 共和党 | 1989年1月3日 – 2007年1月3日 | 1994年再選 | 19 | 105                                                               | 19 | 1996年再選 | 1978年12月15日 – 2014年2月6日 | 民主党 | マックス・ボーカス | 10 |
| 11 | コンラッド・バーンズ | 共和党 | 1989年1月3日 – 2007年1月3日 | 1994年再選 | 19 | 106                                                               | 19 | 1996年再選 | 1978年12月15日 – 2014年2月6日 | 民主党 | マックス・ボーカス | 10 |
| 11 | コンラッド・バーンズ | 共和党 | 1989年1月3日 – 2007年1月3日 | 2000年再選 再選に失敗 | 20 | 107                                                               | 19 | 1996年再選 | 1978年12月15日 – 2014年2月6日 | 民主党 | マックス・ボーカス | 10 |
| 11 | コンラッド・バーンズ | 共和党 | 1989年1月3日 – 2007年1月3日 | 2000年再選 再選に失敗 | 20 | 108                                                               | 20 | 2002年再選 | 1978年12月15日 – 2014年2月6日 | 民主党 | マックス・ボーカス | 10 |
| 11 | コンラッド・バーンズ | 共和党 | 1989年1月3日 – 2007年1月3日 | 2000年再選 再選に失敗 | 20 | 109                                                               | 20 | 2002年再選 | 1978年12月15日 – 2014年2月6日 | 民主党 | マックス・ボーカス | 10 |
| 12 | ジョン・テスター | 民主党 | 2007年1月3日 – 2025年1月3日 | 2006年選出 | 21 | 110                                                               | 20 | 2002年再選 | 1978年12月15日 – 2014年2月6日 | 民主党 | マックス・ボーカス | 10 |
| 12 | ジョン・テスター | 民主党 | 2007年1月3日 – 2025年1月3日 | 2006年選出 | 21 | 111                                                               | 21 | 2008年再選 駐中国大使就任のため辞職 | 1978年12月15日 – 2014年2月6日 | 民主党 | マックス・ボーカス | 10 |
| 12 | ジョン・テスター | 民主党 | 2007年1月3日 – 2025年1月3日 | 2006年選出 | 21 | 112                                                               | 21 | 2008年再選 駐中国大使就任のため辞職 | 1978年12月15日 – 2014年2月6日 | 民主党 | マックス・ボーカス | 10 |
| 12 | ジョン・テスター | 民主党 | 2007年1月3日 – 2025年1月3日 | 2012年再選 | 22 | 113                                                               | 21 | 2008年再選 駐中国大使就任のため辞職 | 1978年12月15日 – 2014年2月6日 | 民主党 | マックス・ボーカス | 10 |
| 12 | ジョン・テスター | 民主党 | 2007年1月3日 – 2025年1月3日 | 2012年再選 | 22 | 113                                                               | 21 | | 2014年2月6日 – 2014年2月9日 | 空席 | 空席 | 空席 |
| 12 | ジョン・テスター | 民主党 | 2007年1月3日 – 2025年1月3日 | 2012年再選 | 22 | 113                                                               | 21 | ボーカス辞職による空席を補充するため任命 再選出馬も指名辞退 | 2014年2月9日 – 2015年1月3日 | 民主党 | ジョン・ウォルシュ | 11 |
| 12 | ジョン・テスター | 民主党 | 2007年1月3日 – 2025年1月3日 | 2012年再選 | 22 | 114                                                               | 22 | 2014年選出 | 2015年1月3日 – 現職 | 共和党 | スティーヴ・デインズ | 12 |
| 12 | ジョン・テスター | 民主党 | 2007年1月3日 – 2025年1月3日 | 2012年再選 | 22 | 115                                                               | 22 | 2014年選出 | 2015年1月3日 – 現職 | 共和党 | スティーヴ・デインズ | 12 |
| 12 | ジョン・テスター | 民主党 | 2007年1月3日 – 2025年1月3日 | 2018年再選再選に失敗 | 23 | 116                                                               | 22 | 2014年選出 | 2015年1月3日 – 現職 | 共和党 | スティーヴ・デインズ | 12 |
| 12 | ジョン・テスター | 民主党 | 2007年1月3日 – 2025年1月3日 | 2018年再選再選に失敗 | 23 | 117                                                               | 23 | 2020年再選 | 2015年1月3日 – 現職 | 共和党 | スティーヴ・デインズ | 12 |
| 12 | ジョン・テスター | 民主党 | 2007年1月3日 – 2025年1月3日 | 2018年再選再選に失敗 | 23 | 118                                                               | 23 | 2020年再選 | 2015年1月3日 – 現職 | 共和党 | スティーヴ・デインズ | 12 |
| 13 | ティム・シーヒー | 共和党 | 2025年1月3日 – 現職 | 2024年選出 | 24 | 119                                                               | 23 | 2020年再選 | 2015年1月3日 – 現職 | 共和党 | スティーヴ・デインズ | 12 |
| 13 | ティム・シーヒー | 共和党 | 2025年1月3日 – 現職 | 2024年選出 | 24 | 120                                                               | 24 | 2026年改選予定 | 2026年改選予定 | 2026年改選予定 | 2026年改選予定 | 2026年改選予定 |
| 13 | ティム・シーヒー | 共和党 | 2025年1月3日 – 現職 | 2024年選出 | 24 | 121                                                               | 24 | 2026年改選予定 | 2026年改選予定 | 2026年改選予定 | 2026年改選予定 | 2026年改選予定 |
| 2030年改選予定 | 2030年改選予定 | 2030年改選予定 | 2030年改選予定 | 2030年改選予定 | 25 | 122                                                               | 24 | 2026年改選予定 | 2026年改選予定 | 2026年改選予定 | 2026年改選予定 | 2026年改選予定 |
| # | 氏名 | 所属政党 | 在職期間 | 選挙歴 | 任 期 |                                                                   | 任 期 | 選挙歴 | 在職期間 | 所属政党 | 氏名 | # |
| 第1部 | 第1部 | 第1部 | 第1部 | 第1部 | 第1部 | 第2部                                                             | 第2部 | 第2部 | 第2部 | 第2部 | 第2部 | |